# Минтон, Томас
Томас Минтон (англ. Thomas Minton, 1765—1836) — английский коммерсант, технолог и мастер-керамист.

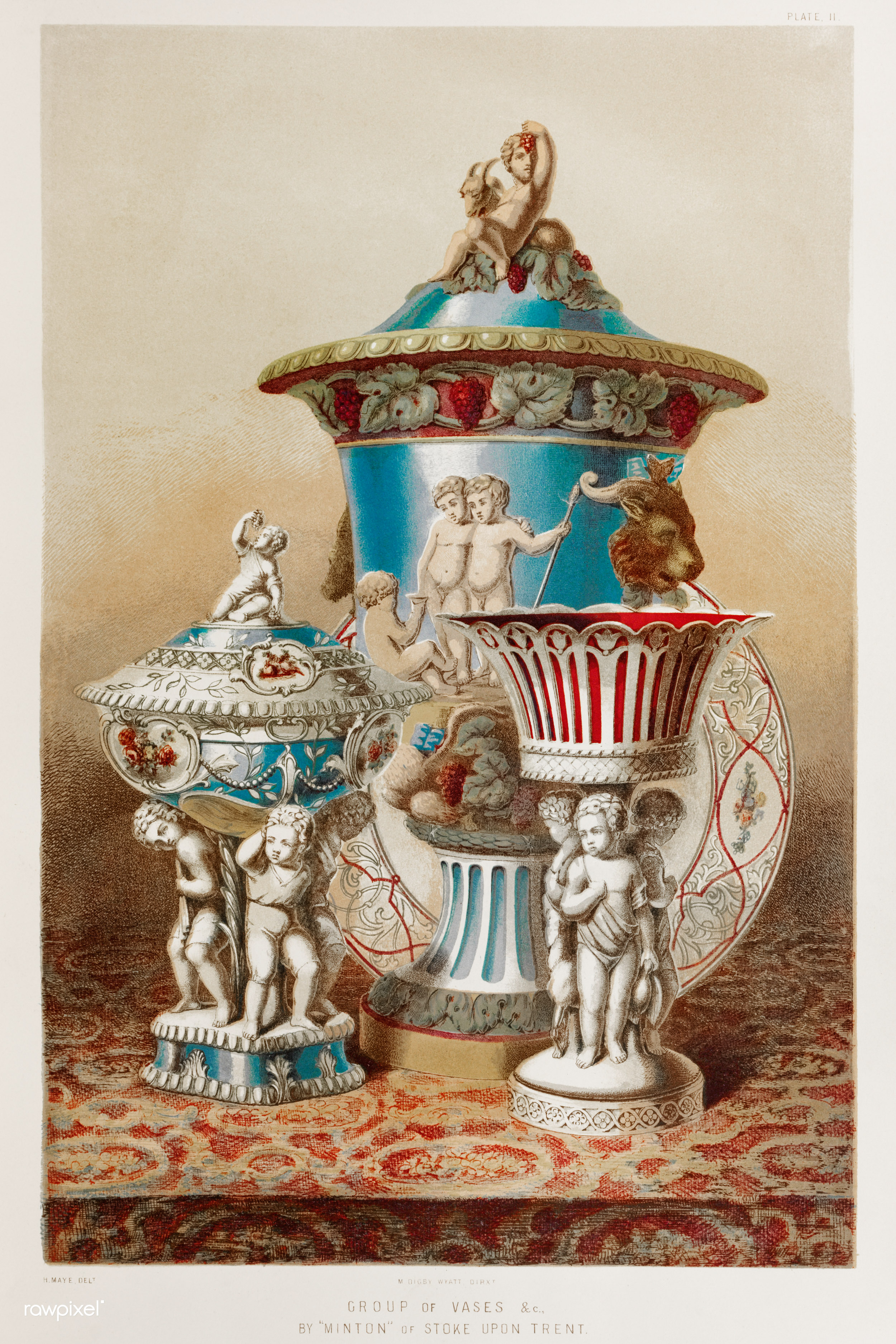
Изделия мануфактуры Минтона. Хромолитография издания М. Д. Уайетта «Промышленные искусства девятнадцатого века» экспозиции Всемирной выставки в Лондоне. 1851—1853

В начале 1780-х годов Томас Минтон работал учеником гравёра на гончарной фабрике в Шропшире, изготавливая медные клише для печатного декора на керамических изделиях. В 1793 году он основал собственное предприятие «Thomas Minton & Sons in Stoke-on-Trent» в Стаффордшире (Центральная Англия). На фабрике выпускали изделия из глино-каменных масс, фаянс, с 1797 года — фарфор. Характерная особенность ранних фаянсовых изделий Минтона — печатный рисунок синим кобальтом по белому фону в стиле шинуазри («под Китай»).
Продукция Минтона отражала увлечения англичан всеми историческими стилями, от подражания итальянской майолике эпохи Возрождения, до стиля Людовика XVI. Всё это называлось «керамикой Минтона».
В 1824 году Томас Минтон построил новую фабрику по производству фарфора, на базе которой была основана компания «Томас Минтон и сыновья». С 1847 года на фабрике выпускали фигурки из белого, слегка просвечивающего в тонких слоях бисквита (неглазурованного фарфора) в подражание античной скульптуре. Они вызывали ассоциации с греческим паросским мрамором, поэтому были названы «парианами» . Предположительно, название придумано самим Минтоном.
После его смерти Томаса Минтона в 1836 году его сын Герберт Минтон (1793—1858) продолжал семейное дело. С 1842 года на фабрике работал скульптор-модельер и гравёр Джон Белл (1811—1895), «художественным директором» был француз Леон Арну (1816—1902), при котором получила распространение роспись цветами «по-французски». В 1849—1855 годах на предприятии «Минтон и сыновья» работал знаменитый французский скульптор А.-Э. Каррье-Беллёз. Изделия фирмы Минтона имели успех на первой Всемирной выставке 1851 года в Лондоне.
В 1870—1904 годах французский художник-керамист Марк-Луи-Эммануэль Солон под псевдонимом «Майлз» использовал технику пат-сюр-пат (фр. pâte-sur-pâte — «масса на массу»), в которой он ещё с 1849 года успешно имитировал античные камеи.
В период историзма и модерна на фабрике Минтона выпускали изделия в подражание японским, китайским, голландским фаянсам Делфта, керамике Бернара Палисси и фаянсам Сен-Поршера.